# Підлітки проти зомбі
Підлітки проти зомбі (англ. Zombie Teenz Evolution) — кооперативна Legacy-гра від Аннік Лобе, у якій гравці спільно намагаються захистити місто від навали зомбі. Гра була випущена 2020 року видавництвом Le Scorpion Masqué, а в Україні з'явилася під видавництвом Geekach Games. Ця гра є продовженням дитячої гри Zombie Kidz Evolution і розрахована на одного-четверо гравців віком від 8 років. Одна партія триває приблизно 20 хвилин.
Підлітки проти зомбі була номінована на Spiel des Jahres 2021.

## Тема та компоненти
Підлітки проти зомбі — це Legacy-гра, тобто вона змінюється протягом декількох партій залежно від ігрового процесу. Гравці повинні спільно захистити свою школу від зомбі та не дозволити їм захопити її. Гравці виграють, якщо їм вдасться перенести чотири ящики з інгредієнтами до школи, і програють, якщо зомбі захоплять усі будівлі.
До складу гри входять: ігрове поле з планом будівель навколо школи, чотири фігурки героїв, чотири ящики з інгредієнтами, чорний та білий кубики, чотири жетони захоплених будівель, чотири жетони орд зомбі, шість карт подій та 14 запечатаних конвертів з додатковими компонентами та правилами для подальшого розвитку гри.

## Ігровий процес
Перед початком гри ігрове поле розміщується в центрі столу. Фігурки героїв розташовуються на школі в центрі поля, і кожен гравець обирає собі одну з них. Три жетони орд зомбі кладуть поруч з полем, один жетон розміщується на одному з люків на полі. На кожну з чотирьох будівель в кутах поля кладеться ящик з інгредієнтами, а інші компоненти залишаються поруч з полем.
Гравці ходять по черзі за годинниковою стрілкою, при цьому можуть радитися між собою. На початку свого ходу гравець кидає білий кубик і активує орди зомбі відповідно до результату. Якщо випадає знак питання, він тягне карту події і виконує її, якщо випадає кольорова сторона — на відповідному люкові з'являється жетон орди зомбі або вже присутня орда рухається по визначеному шляху. Якщо орда зомбі потрапляє в будівлю, вона захоплює її та починає будувати батут для переходу до наступної будівлі. Якщо орда повинна рухатися на вже захоплену будівлю або досягає її, вона стрибає через батут до наступної будівлі по колу та захоплює і її. Якщо зомбі захоплюють усі чотири будівлі, гра закінчується поразкою гравців.
У другій частині свого ходу гравець може виконати дві з трьох можливих дій героя, причому можна виконати одну дію двічі:
1. переміститися на сусідню клітинку,
2. атакувати орду зомбі на своїй клітинці та прибрати її з гри,
3. передати своєму сусідові по команді ящик з інгредієнтами або прийняти його від нього.

Гравці виграють, якщо вдається перенести всі чотири ящики з інгредієнтами до школи.
Гра закінчується або поразкою, якщо орди зомбі захоплюють усі будівлі, або перемогою, якщо гравцям вдається доставити всі чотири ящики з інгредієнтами до школи. Після кожної зіграної партії гравці відмічають її завершення наклейкою на шкалі прогресу. Коли на шкалі буде відмічено поле з конвертом, цей конверт відкривається, а його вміст і нові правила додаються до гри в наступних партіях.

## Видання та рецензії
Гра Підлітки проти зомбі була розроблена Аннік Лобе на основі її попередньої гри Zombie Kidz Evolution та видана у 2020 році видавництвом Le Scorpion Masqué французькою та англійською мовами. У 2024 гра була локалізована українською завдяки видавництву Geekach Games.
Підлітки проти зомбі була номінована на Spiel des Jahres 2021, і журі прокоментувало це так:
|  | Простий основний принцип гри постійно відкриває нові можливості, що спонукають гравців знову й знову долати головоломки. Ретельно продуманий і якісно виконаний дизайн ігрових компонентів, а також трохи удачі з кубиками додають захопливості та динаміки ігровому процесу. Особливо варто відзначити різноманітність персонажів, завдяки чому кожен гравець може знайти героя, з яким себе ототожнює. |